# Stensioella heintzi
La stensioella (Stensioella heintzi) è un pesce placoderma estinto, vissuto nel Devoniano inferiore (circa 390 milioni di anni fa). Gli unici resti fossili rinvenuti provengono dal giacimento di Hunsruck, in Germania.

## Descrizione
L'aspetto di questo pesce doveva richiamare vagamente quello di un'attuale chimera (Chimaera monstrosa), o forse quello di un pesce lucerna (gen. Uranoscopus). Il capo era grosso e vagamente tondeggiante, il muso era raccorciato ed erano presenti un paio di grandi pinne pettorali. Come il contemporaneo Gemuendina, questo animale possedeva un complesso mosaico di tubercoli che costituivano l'armatura corporea.

## Classificazione

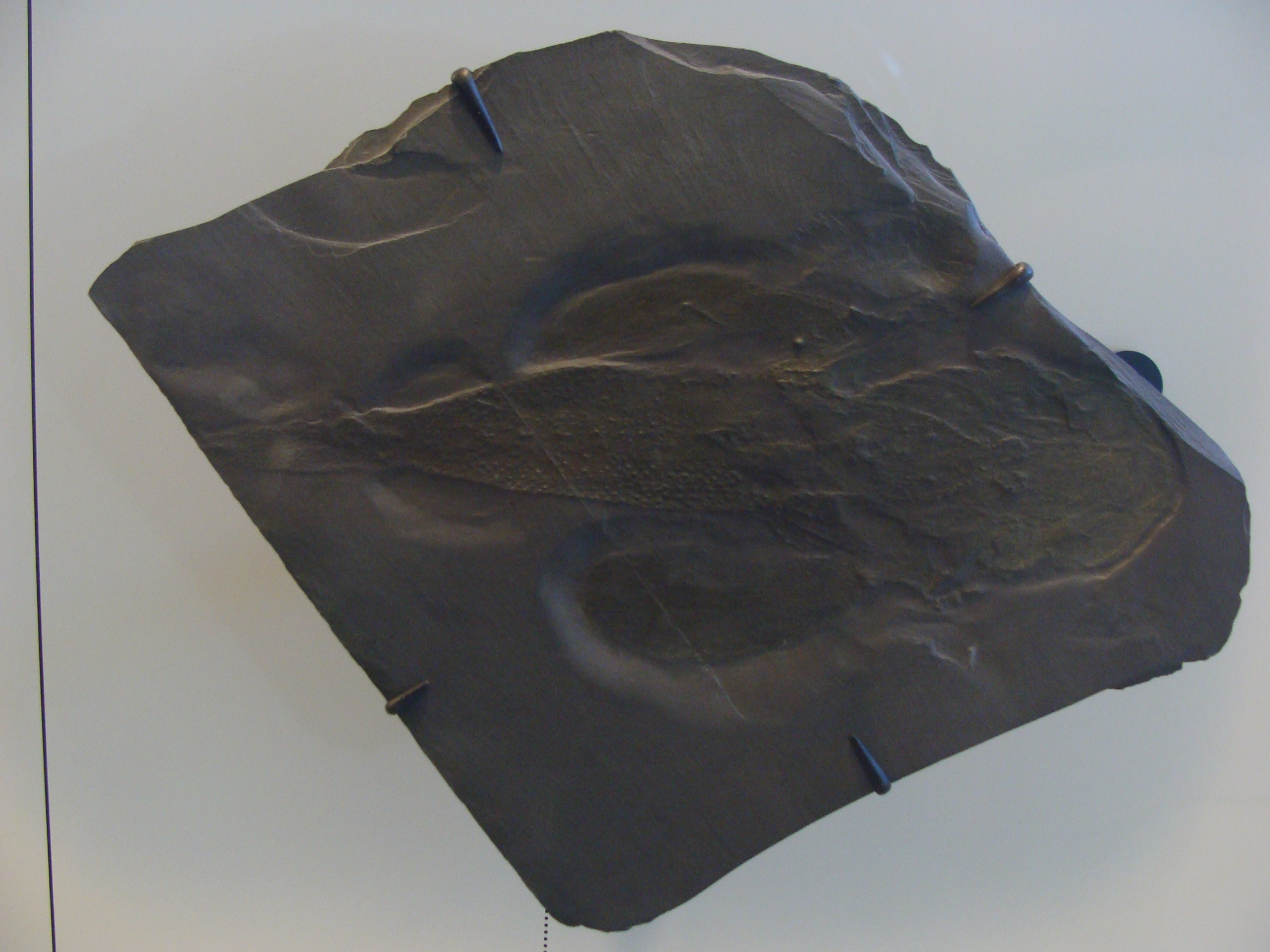
Fossile di Stensioella

La stensioella è classificata come un placoderma ed è considerata il più primitivo fra tutti i placodermi. I pochi resti finora rinvenuti permettono di identificare l'articolazione della regione postcraniale tipica del gruppo ma, nonostante questo dettaglio e la somiglianza superficiale con le strutture difensive dei renanidi, alcuni paleontologi hanno riscontrato che ci sono troppo poche caratteristiche per poter includere questo animale nei placodermi. Philippe Janvier, in particolare, ritiene che Stensioella possa essere considerato un primitivo olocefalo. Secondo questa ipotesi, gli olocefali (chimere, iniotterigi, petalodonti e altri) si separarono dagli squali prima della radiazione evolutiva dei condritti. In ogni caso, questa ipotesi non è comunemente accettata.